# Richard Grégoire
Pour les articles homonymes, voir Grégoire.
Richard Grégoire, né le 18 mai 1944 à Montréal, est un compositeur québécois.

## Biographie
Richard Grégoire a fait ses études à la faculté de musique de l’Université de Montréal de 1963 à 1968. Il y a étudié la composition avec Serge Garant. En 1968, grâce à une bourse du Conseil des arts du Canada, il a poursuivi ses études à Paris en musique électroacoustique avec le Groupe de recherches musicales de l’ORTF sous la direction de Pierre Schaeffer, et en composition avec Gilbert Amy.
À son retour à Montréal en 1970, il travaille comme arrangeur, orchestrateur et directeur musical dans le domaine du spectacle, de l'industrie du disque, de la télévision et de la publicité. Lorsque la technologie moderne s’est élargie au domaine musical, Richard Grégoire l'a utilisée. Au début des années 80, il se consacre totalement à la musique de film. Il est considéré comme l’un des compositeurs marquants du cinéma et de la télévision au Québec.
Au cinéma et à la télévision, il a surtout travaillé avec Yves Simoneau, Jean Beaudin, Charles Binamé et Robert Ménard. 
En 1989, il a obtenu un succès populaire personnel grâce à la musique de la série télévisée Les Filles de Caleb.
En 2004, il a reçu le prix Jutra-Hommage (aujourd’hui prix Iris) pour sa contribution à la production cinématographique québécoise.
Depuis 2006, la Fondation de la Société professionnelle des auteurs et compositeurs du Québec (SPACQ) remet annuellement le prix Richard-Grégoire afin de récompenser un compositeur de musique sur image.

## Filmographie
- 1979 : Éclair au chocolat
- 1985 : Night Magic (orchestrations)
- 1986 : At the Wheel: On the Road
- 1986 : Pouvoir intime
- 1986 : Exit
- 1987 : Les bottes (télé-film)
- 1987 : La Ligne de chaleur
- 1987 : Les Fous de Bassan
- 1988 : T'es belle Jeanne
- 1988 : Richard Cœur de Nylon (télé-film)
- 1988 : Blue la magnifique (télé-film)
- 1988 : Bonjour Monsieur Gauguin (télé-film)
- 1989 : Dans le ventre du dragon
- 1989 : Cruising Bar
- 1990 : Perfectly Normal
- 1990 : L'Histoire des Trois
- 1990 : Les Filles de Caleb (série TV)
- 1991 : L'homme de rêve (télé-film)
- 1992 : Shehaweh (série TV)
- 1992 : Léolo
- 1992 : Being at Home with Claude
- 1993 : Blanche (série TV)
- 1994 : Meurtre en musique
- 1994 : C'était le 12 du 12 et Chili avait les blues
- 1994 : Octobre
- 1995 : Witchboard III: The Possession
- 1995 : L'Enfant d'eau
- 1996 : Marguerite Volant (série TV)
- 1996 : Jasmine (série TV)
- 1997 : Ces enfants d'ailleurs (feuilleton TV)
- 1997 : Sleeproom (série TV)
- 1998 : More Tales of the City (série TV)
- 1998 : Le Cœur au poing
- 1999 : 36 Hours to Die (TV)
- 1999 : Bonanno: A Godfather's Story (série TV)
- 1999 : Souvenirs intimes
- 2000 : Nuremberg (série TV)
- 2000 : Further Tales of the city (série TV)
- 2001 : Ignition (Film de Yves Simoneau)
- 2002 : Napoléon (série TV)

## Récompenses et Nominations

### Récompenses
- 1978 : Deuxième coup de feu (télé-théâtre) Prix du Conseil canadien de la Musique 1978
- 1983 : Prix Félix Arrangeur de l'année 1983
- 1988 : Les Bottes Prix Gémeau 1988
- 1991 : Les filles de Caleb Prix Gémeau 1991
- 1991 : Les filles de Caleb Prix Félix Microsillon instrumental de l'année 1991
- 1992 : Being at home with Claude Prix Génie 1992
- 1993 : Shehaweh Prix Gémeau 1993
- 1993 : Prix de la SOCAN Musique de film/télé 1993
- 1997 : Marguerite Volant Prix Félix Arrangeur de l'année 1997
- 2004 : Prix Excellence SOCAN 2004
- 2004 : Prix Jutra-Hommage 2004 Pour l'ensemble de sa carrière

### Nomination
- 1987 : Exit Génie 1987
- 1989 : La ligne de chaleur Génie 1989
- 1994 : Blanche Gémeau 1994
- 1995 : L'enfant d'eau Génie 1995
- 1996 : Jasmine Gémeau 1996
- 1997 : Marguerite Volant Gémeau 1997
- 1998 : Sleep room Gemini 1998
- 1998 : Le cœur au poing Jutra 1998
- 1999 : Souvenirs intimes Jutra 1999
- 2001 : Bonanno: A Godfather's Story Gemini 2001
- 2001 : Nuremberg Gemini 2001

### Sources
- Pierre Rochon, Christian Rioux, Annie Joan Gagnon, « Richard Grégoire », sur L'Encyclopédie canadienne, 2006-2016 (consulté le 30 avril 2020)
- Entretien avec Richard Grégoire et Robert M. Lepage », 24 images, n° 67, 1993, p. 20-27 [lire en ligne]
- Jeanne Deslandes, « Entretien avec Richard Grégoire », Ciné-Bulles, vol. 15, n° 1, 1996, p. 36-39 [lire en ligne]